# Onocephala suturalis
Onocephala suturalis är en skalbaggsart som först beskrevs av Bates 1887.  Onocephala suturalis ingår i släktet Onocephala och familjen långhorningar. Inga underarter finns listade i Catalogue of Life.